# Premio Mariano Romiti
Il Premio Mariano Romiti è un premio letterario italiano istituito nel 2012 dall'omonima associazione letteraria, con sede a Viterbo.
È indetto annualmente dall'associazione letteraria Mariano Romiti che è apolitica, apartitica e non lucrativa, nata nel 2011 dall'impegno di 31 appartenenti alla Polizia di Stato, con l'intento di valorizzazione l'aspetto umano e sociale delle figure professionali impegnate nel settore della Giustizia e Legalità, tramite la promozione della cultura, dell'arte e del territorio.
Il concorso è riservato a romanzi editi in formato cartaceo di genere poliziesco, giallo, noir e spy-story in lingua italiana. Le opere in concorso vengono valutate da giurie uniche nel proprio genere e cioè da professionisti dell'indagine. I romanzi in concorso sono "indagati" da una prima giuria, composta unicamente da poliziotti/soci fondatori che inviano al vaglio della seconda giuria, che è formata da Forze dell'Ordine, Magistrati e Avvocati.
I premi letterari, puramente simbolici, sono costituiti da una targa e da un oggetto di artigianato artistico viterbese.
L'intitolazione onora la memoria del maresciallo Mariano Romiti, comandante della squadra di Polizia Giudiziaria del commissariato Centocelle. Romiti il 7 dicembre 1979, doveva recarsi al tribunale di Roma, per testimoniare ad un processo; per tale motivo, intorno alle otto meno un quarto del mattino, stava raggiungendo a piedi e in borghese la fermata dell'autobus che l'avrebbe portato a destinazione. All'improvviso comparvero dei terroristi delle Brigate Rosse che gli spararono contro dei colpi di arma da fuoco: uno dei terroristi, allontanandosi, gli diede il colpo di grazia, uccidendolo.

## Albo d'oro - Vincitori
- 2012 Maurizio De Giovanni con Per mano mia (finalisti Paolo Roversi, Loriano Macchiavelli e Francesco Guccini)
- 2013 Roberto Riccardi con Undercover. Niente è come sembra (finalisti Maurizio De Giovanni e Maurizio Blini)
- 2014 Giuliano Pasini con Io sono lo straniero (finalisti Claudio Paglieri e Roberta De Falco)
- 2015 Stefano Tura con Tu sei il prossimo (finalisti Antonio Fusco e Valerio Varesi)
- 2016 Antonio Fusco con La pietà dell'acqua (finalisti Paolo Roversi e Piergiorgio Pulixi)
- 2017 Giorgia Lepore con Angelo che sei il mio custode (finalisti Rosa Teruzzi e Giovanni Ricciardi)
- 2018 Valerio Varesi con Il Commissario Soneri e la legge del Corano (finalisti Barbara Baraldi e Bruno Morchio)
- 2019 Lorenzo Beccati con Il resuscitatore[1] (finalisti Marco Malvaldi e Luca Crovi)

## Premio Romiti Emergenti
- 2015 Enrico Scognamiglio con I bambini di New York
- 2016 Vincenzo Maimone con La Variabile costante
- 2017 Paolo Fiorelli con Pessima mossa, maestro Petrosi
- 2018 Gian Luca Campagna con Finis terrae
- 2019 Piera Carlomagno con Una favolosa estate di morte

## Premio Romiti Opera Prima
- 2017 Antonio Casanova con Ventuno
- 2018 Mariano Sabatini con L'inganno dell'ippocastano (Adriano Salani Editore)
- 2019 Marco Martani con Come un padre (DeA Planeta)

## Premio Romiti Junior
È un premio dedicato agli studenti delle scuole superiori della provincia di Viterbo, chiamati a comporre di loro pugno racconti gialli/noir con poliziotti come protagonisti. E sono proprio i poliziotti dell'Associazione Romiti che incontrano nelle scuole i ragazzi, ispirando in loro suggestioni utili a strutturare storie che raccontano delitti, indagini, passioni ed emozioni. I ragazzi seguiti dai dirigenti scolastici e dai professori, scrivono storie che fanno riflettere sul modo che i giovani hanno di percepire i reati e combatterli.
VINCITORI
- 2016 Alice Fiorentini con Treblinka (finalisti Giordana Feroce, Stefano Simone e Sara Delmirani)
- 2017 Melissa Rossi con La scelta (finalisti Chiara D’Ambrosio con Sottopelle e Marianna Burla con Quando l’indifferenza uccide)

## Ombre Festival
Nel 2016 nasce a Viterbo Ombre Festival un'altra produzione dell’associazione Mariano Romiti, fondata e composta da poliziotti. L'idea è quella di un festival che possa gettare luce sull’ombra, ma anche elogiarla, perché l’ombra esiste nella vita, è essenziale e non è mai inadatta, proprio perché si muove sul limitare dell’uomo.
Ombre Festival diventa, dunque, un momento in cui concedersi il privilegio di riflettere non solo sull’assenza di luce, ma sulla necessità di conoscere e attraversare le zone d’ombra per raggiungere un bagliore in grado di illuminare di luce propria, e non riflessa, l’esperienza del vivere. L'edizione 2017 di Ombre Festival proverà a gettare luce sull'omertà, motivo conduttore del festival. Omertà che avvelena l’esistenza di buona parte del nostro Paese, argomento che verrà affrontato con gli enti pubblici, le fondazioni, le associazioni e tanti ospiti illustri. Come nella I Edizione si alterneranno dibattiti, incontri, teatro, musica, senza trascurare il giallo come chiave di lettura sociale. L'edizione del 2017 sarà dedicata a Giovanni Falcone e Paolo Borsellino a venticinque anni dal loro assassinio.